# Ernest Addison Moody
Ernest Addison Moody (n. 1903 – d. 1975) a fost un filosof, medievalist și logician precum și muzician și om de știință american. A fost profesor de filosofie la UCLA și la Columbia University. Între anii 1963 - 1964 a fost președintele Asociației Americane de Filozofie.